# Eosentomon maryae
Eosentomon maryae är en urinsektsart som beskrevs av Christopher Tipping och Allen 1996. Eosentomon maryae ingår i släktet Eosentomon och familjen trakétrevfotingar. Inga underarter finns listade i Catalogue of Life.